# Sulphur River
Der Sulphur River ist ein 282 Kilometer langer Fluss im Nordosten von Texas und Südwesten von Arkansas in den Vereinigten Staaten.

## Geographie
Der Fluss fließt ostwärts durch einige Countys in Texas und liefert das meiste Wasser für den Wright Patman Lake. Abwärts vom Wright Patman Dam fließt er weiter ostwärts bis Arkansas, dann südostwärts durch das Miller County bis zum Red River.